# خطوط شرق إفريقيا الجوية
خطوط شرق أفريقيا الجوية كانت شركة طيران تم إنشائها بالتعاون بين ثلاثة دول كينيا، تنزانيا، أوغندا.